# شوتزشتافل النمسا
قوات الأمن الخاصة النمساوية أو شوتزشتافل النمسا أو إس إس النمساوية هو جزء من شوتزشتافل (إس إس) من النمسا. تم استخدام المصطلح بشكل غير رسمي. لم لم يعترف بها رسميًا على أنها فرع منفصل لـشوتزشتافل. كان يُنظر إلى أعضاء شوتزشتافل النمساويين على أنهم أفراد عاديون، وقد خدموا في كل فرع من فروع شوتزشتافل. 

## التاريخ

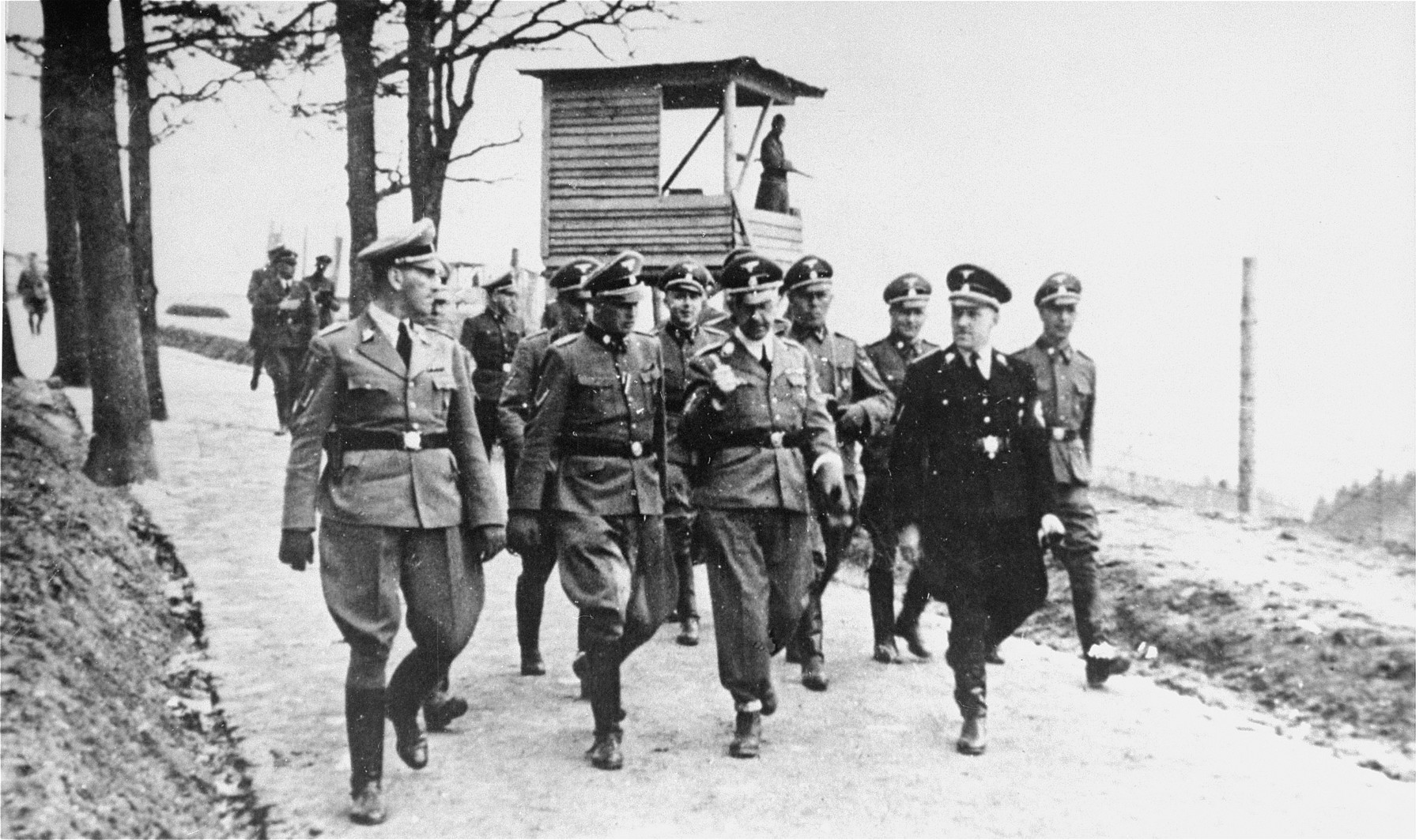
كالتنبرونر (في أقصى اليسار)، يتحدث هينريش هيملر مع قائد المعسكر، فرانز زيريس، خلال زيارة رسمية لمعسكر الاعتقال ماوتهاوزن في عام 1941. النمساوي غوليتر أوجوست إيغروبر (يرتدي الزي الموحد لما قبل الحرب لألجيماينه إس إس) يرافقهم جنبا إلى جنب مع مسؤولين شوتزشتافل الآخرين.

غالبًا ما يستخدم مصطلح «شوتزشتافل النمساويين» لوصف مجموعة أعضاء شوتزشتافل من النمسا، لكنه لم يكن أبدًا فرعًا معترفًا به لشوتزشتافل. على عكس أعضاء شوتزشتافل من الدول الأخرى، الذين تم تجميعهم إما في جيرمانك-إس إس أو الفيالق الأجنبية التابعة لفافن إس إس، كان أعضاء شوتزشتافل النمساويون أفراد شوتزشتافل منتظمين. كانو من الناحية الفنية تحت قيادة قوات الأمن الخاصة في ألمانيا، ولكن في كثير من الأحيان تصرفو بشكل مستقل فيما يتعلق بالشؤون النمساوية. تأسست شوتزشتافل النمساوية في عام 1930، وبحلول عام 1934، كانت بمثابة قوة سرية لتحقيق آنشلوس (أتحاد) مع ألمانيا، والتي وقعت في مارس 1938. وكان قادة شوتزشتافل النمساويون الأوائل هم إرنست كالتينبرونر وأرتور زايس إنكفارت. 
تم تنظيم رجال شوتزشتافل النمساويين بنفس طريقة تنظيم ألجيماينه إس إس، لكنهم كانوا يعملون كمنظمة سرية، خاصة بعد عام 1936 عندما أعلنت الحكومة النمساوية أن شوتزشتافل كانت منظمة غير قانونية. قام كالتنبرونر، على سبيل المثال، برحلات متكررة إلى بافاريا للتشاور مع هيملر وهايدريش. محتبئا في القطار وعلى متن سفينة سافرت إلى باساو ليعود بأموال وأوامر للرفاق النمساويين.  تم القبض على كالتنبرونر للمرة الثانية في عام 1937، من قبل السلطات النمساوية بتهمة كونه رئيس منظمة الحزب النازي غير القانونية في أوبرسترشت. تم إطلاق سراحه في سبتمبر.  واحدة من أكبر التشكيلات كانت ستاندارت إس إس الحادية عشرة التي تعمل خارج فيينا. 

### اقتباسات
1. ↑  Browder 1996.
2. ↑  Rosmus 2015.
3. ↑  Miller 2015.